# Torben Chris
Torben Chris Nielsen  (født 13. februar 1977 i Give) er en dansk standupkomiker, kendt fra DM i stand-up 2003, Comedy Fight Club på TV 2 Zulu og vært på Comedy Zoo.

## Karriere
I 2003 kvalificerede han sig til semifinalen i DM i stand-up med sit 12. show nogensinde. Året efter blev det til en 4. plads, og imens Torben Chris færdiggjorde sin læreruddannelse på Jelling Seminarium, legede han videre med stand-up. I 2005 gav han to shows på årets Jelling Musikfestival efter at have vundet en talentkonkurrence på Vejle Lokal Radio. I 2006 blev Torben Chris nummer 3 ved DM i stand-up og har siden optrådt adskillige gange på Comedy Zoo, Kulcaféen og på diverse klubber rundt om i landet. I 2006 lavede han en mini-tour med Linda P og Karsten Green med den ironiske titel Os fra tv. Derudover var han med på Telia Comedy Tour januar ´07 og TV2 Zulus Comedy Fight Club i efteråret 2007.
Han har medvirket i Comedy Aid i 2011 og 2012. Sammen med Thomas Hartmann lavede han showet Men's Room i 2011. Året efter fulgte Hartmann og Chris showet op med Men's Room 2. Senere kom Men's Room 3 i 2016.
Torben Chris og Thomas Hartmann er værter for Comedy Aid 2014.
Hans første one-man show var Jydelogik i 2015. Dette år medvirkede han også i TV3's realityprogram Jeg er en celebrity - få mig væk herfra!.
I december 2015 lagde Chris et billede af sig selv og sin 2-årige datter i karbad sammen på Facebook. Det affødte efterfølgende stor omtale i forskellige medier. Chris udtalte selv at "Børn og voksne må gerne være nøgne sammen. Hvis vi ikke kunne tåle at se hinanden nøgne, så ville vi føde/blive født med tøj på (...). Nøgenhed med dit barn er ikke ulækkert, men naturligt."
I 2016 var han været på det humoristiske program Giver Det Mening Ifølge Torben Chris, hvor han behandlede forskellige emner.
Sammen med Michael Schøt, Martin Nørgaard og Morten Wichmann lavede han showet Rage against the Mainstream i 2018. I september 2018 sendte DR programserien Torben Chris rydder op i... med temaer om ligestilling, porno, ældrebyrde, finanskrisen og bryllupper.
Sammen med komikerne Michael Schøt, Dan Andersen, Thomas Hartmann, Anders Fjelsted og Martin Bo Andersen købte han Comedy Zoo i København af bookingbureauet FBI i 2018.
I september 2019 lavede programmet Begravelse for Begyndere på DR, hvor han bl.a. lagde sig nøgen i en kiste. Dette fik en seer at klage over, at det ikke var etisk, men klagen fik ikke medhold. I 2019 turnerede han med one-man showet Torben Chris’ ABC.
I 2022 medvirkede han i Fuhlendorff og de skøre riddere, hvor han sammen med Mahamad Habane blev sendt på en mission af Christian Fuhlendorff, for at finde ud af, hvorfor indbyggerne i en fantasy middelalderby bliver syge.